# Tenthredinoidea

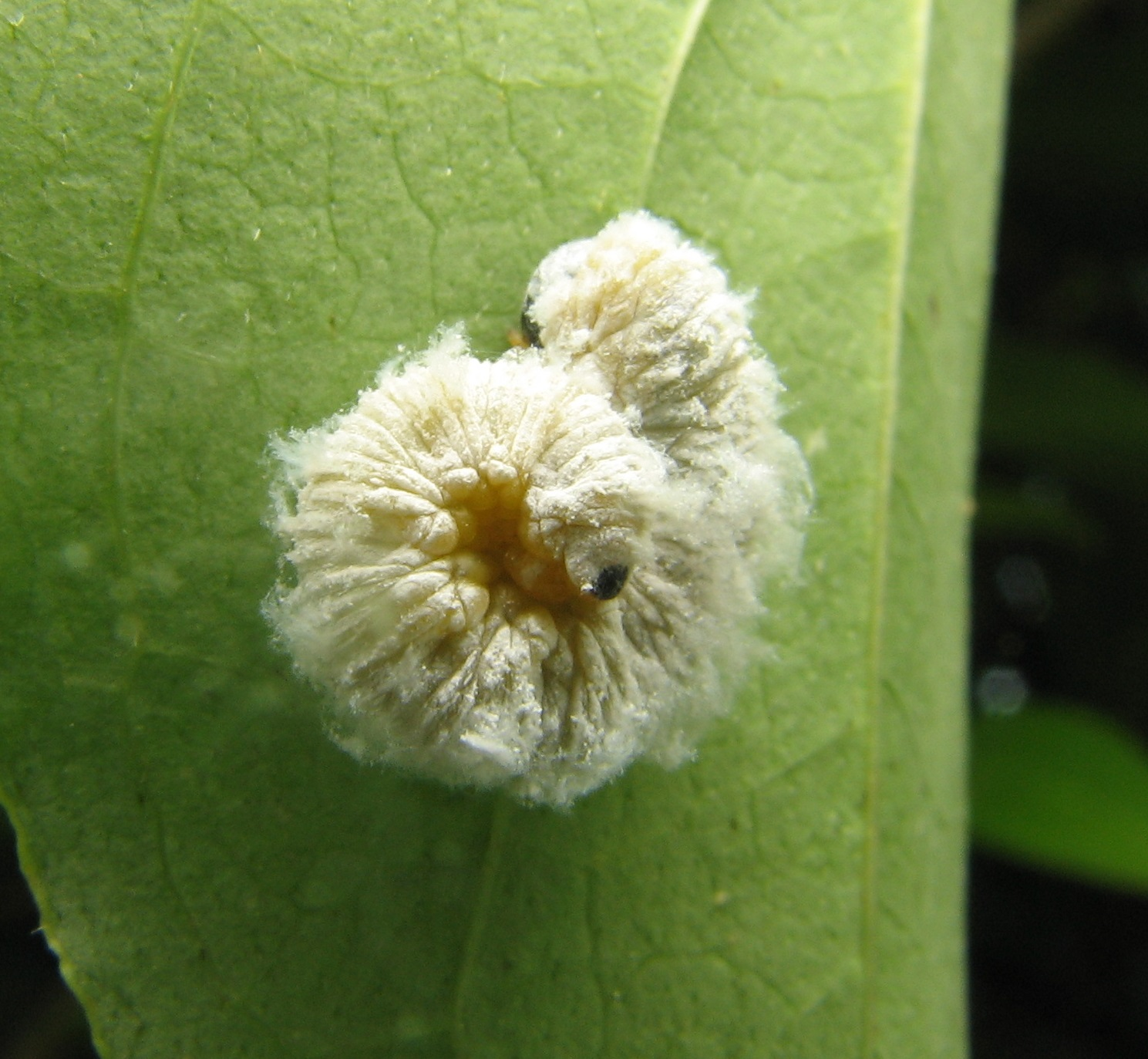
Macremphytus testaceus, larva

Tenthredinoidea es una gran superfamilia de Symphyta, contiene más de 8400 especies en todo el mundo, principalmente en la familia Tenthredinidae. Todas las larvas conocidas son herbívoras, y varias son consideradas pestes.
Las familias existentes en la actualidad comparten ciertas características distintivas: un pronoto estrechado en su zona media, espolones  protibiales emparejados, y la falta del surco transversal mesonotal. La superfamilia también incluye dos familias extintas. Meicai y Haiyan (1998) identificaron que existen 66 tribus y 17 subfamilias con miembros vivos.

## Familias
- Argidae Konow, 1890 (58 géneros, 897 especies)
- Blasticotomidae Thomson, 1871 (3 géneros, 13 especies)
- Cimbicidae W. Kirby, 1837 (16 géneros, 182 especies)
- Diprionidae Rohwer, 1910 (11 géneros, 136 especies)
- Pergidae Rohwer, 1911 (60 géneros, 442 especies)
- Tenthredinidae Latreille, 1803 (430 géneros, 7500 especies)